# ナツミ
ナツミ（英表記：NATSUMI - ）は、女子プロレスラー。メキシコシティ出身・在住。

## 来歴・人物
女子プロレスラー、マリー・アパッチェの娘として生まれた日墨ハーフ。叔母のファビー・アパッチェ、祖父のグラン・アパッチェというルチャリブレファミリーの元に育った。父もプロレスラーである。祖父から常々、大きくなったら日本でプロレスラーになってほしいといわれ、この時点では興味がなかったのだが、2017年5月に祖父が他界するとプロレスデビューを決意。母やAAAのアベルノ、ラ・パルカ、チェスマンらのコーチを受けて基礎的技術を身に着けた。この時、母とも面識のあるスターダム代表のロッシー小川が渡墨していたため、スターダムと契約。7月に来日した際にはリング上から挨拶を行った。
15歳の誕生日を迎えた2018年3月27日に来日し、翌28日に後楽園ホールでの紫雷イオ戦でデビュー戦を迎えた。
2018年4月1日、名古屋国際会議場では「スターダム正規軍vsアパッチェ・ファミリー」と銘打ち、鹿島沙希＆刀羅ナツコ、渋沢四季組vs  マリー・アパッチェ＆ファビー・アパッチェ、ナツミが実現した。
基本的にはメキシコ在住で、休暇などを利用し母マリー・アパッチェともに来日するため、母とのタッグで出場することが多い。2018年現在日本語は片言で不自由なため、インタビューはスペイン語で行っている。
2019年1月14日 スターダム8周年記念日を最後に母マリーと共に参加しておらず、公式サイトからもプロフィールが削除されたため事実上の退団状態となっている。公式アナウンスはない。

## 得意技
- エル・ヌド[5]
- カシータ（丸め込み技）
- ウラカン・ラナ[5]